# Diego Gaúcho
Diego Gaúcho, né le 15 novembre 1981 à Porto Alegre (Brésil), est un footballeur brésilien, qui évolue au poste de défenseur.